# Championnat des moins de 17 ans de la CONMEBOL 2019
Navigation
Chili 2017 Équateur 2021
Le Championnat des moins de 17 ans de la CONMEBOL 2019 est la dix-huitième édition du Championnat des moins de 17 ans de la CONMEBOL ayant eu lieu à Lima, capitale du Pérou, du 21 mars au 14 avril 2019.
Ce tournoi sert de qualification pour la Coupe du monde des moins de 17 ans : hormis le Brésil, qualifié d'office en tant que pays hôte, les quatre premiers sont directement qualifiés pour la phase finale.
L'Argentine est sacrée pour la quatrième fois de son histoire et ne devance le Chili qu'à la différence de buts alors que le Paraguay et l'Équateur se hissent aux 3e et 4e places, respectivement. Ce tournoi est marqué par l'élimination prématurée du Brésil dès le 1er tour, équipe qui avait toujours atteint le dernier carré de la compétition jusqu'à cette édition.

## Résultats
La confédération sud-américaine ne compte que dix membres, il n'y a donc pas d'éliminatoires; toutes les sélections participent au premier tour, où elles sont réparties en deux poules de cinq équipes et s'y rencontrent une fois. À l'issue du premier tour, les trois premiers de chaque poule se qualifient pour la poule finale où chaque équipe rencontre une fois chacun de ses adversaires. Le premier du classement final est déclaré champion d'Amérique du Sud.
Toutes les rencontres ont lieu à l'Estadio San Marcos, stade de l'université de San Marcos de Lima.

### Premier tour

#### Poule 1
| Rang | Équipe    | Pts | J | G | N | P | Bp | Bc | Diff |  | Résultats (▼ dom., ► ext.) |  |     |     |     |     |
| ---- | --------- | --- | - | - | - | - | -- | -- | ---- |  | -------------------------- |  | --- | --- | --- | --- |
| 1    | Pérou     | 8   | 4 | 2 | 2 | 0 | 5  | 1  | +4   |  | Pérou                      |  | 0-0 | 2-0 | 0-0 | 3-1 |
| 2    | Chili     | 7   | 4 | 2 | 1 | 1 | 9  | 3  | +6   |  | Chili                      |  |     | 2-3 | 3-0 | 4-0 |
| 3    | Équateur  | 7   | 4 | 2 | 1 | 1 | 5  | 5  | 0    |  | Équateur                   |  |     |     | 1-1 | 1-0 |
| 4    | Venezuela | 5   | 4 | 1 | 2 | 1 | 6  | 7  | -1   |  | Venezuela                  |  |     |     |     | 5-3 |
| 5    | Bolivie   | 0   | 4 | 0 | 0 | 4 | 4  | 13 | -9   |  | Bolivie                    |  |     |     |     |     |

#### Poule 2
| Rang | Équipe    | Pts | J | G | N | P | Bp | Bc | Diff |  | Résultats (▼ dom., ► ext.) |  |     |     |     |     |
| ---- | --------- | --- | - | - | - | - | -- | -- | ---- |  | -------------------------- |  | --- | --- | --- | --- |
| 1    | Uruguay   | 7   | 4 | 2 | 1 | 1 | 8  | 5  | +3   |  | Uruguay                    |  | 2-3 | 3-0 | 1-1 | 2-1 |
| 2    | Paraguay  | 7   | 4 | 2 | 1 | 1 | 8  | 7  | +1   |  | Paraguay                   |  |     | 2-2 | 2-3 | 1-0 |
| 3    | Argentine | 7   | 4 | 2 | 1 | 1 | 7  | 6  | +1   |  | Argentine                  |  |     |     | 3-0 | 2-1 |
| 4    | Brésil    | 7   | 4 | 2 | 1 | 1 | 7  | 8  | -1   |  | Brésil                     |  |     |     |     | 3-2 |
| 5    | Colombie  | 0   | 4 | 0 | 0 | 4 | 4  | 8  | -4   |  | Colombie                   |  |     |     |     |     |

### Poule finale
| Rang | Équipe    | Pts | J | G | N | P | Bp | Bc | Diff |  | Résultats (▼ dom., ► ext.) |  |     |     |     |     |     |
| ---- | --------- | --- | - | - | - | - | -- | -- | ---- |  | -------------------------- |  | --- | --- | --- | --- | --- |
| 1    | Argentine | 10  | 5 | 3 | 1 | 1 | 7  | 4  | +3   |  | Argentine                  |  | 2-0 | 3-0 | 1-4 | 0-0 | 1-0 |
| 2    | Chili     | 10  | 5 | 3 | 1 | 1 | 8  | 6  | +2   |  | Chili                      |  |     | 0-0 | 1-0 | 3-2 | 4-2 |
| 3    | Paraguay  | 6   | 5 | 1 | 3 | 1 | 5  | 6  | -1   |  | Paraguay                   |  |     |     | 1-1 | 2-0 | 2-2 |
| 4    | Équateur  | 5   | 5 | 1 | 2 | 2 | 7  | 8  | -1   |  | Équateur                   |  |     |     |     | 1-1 | 1-4 |
| 5    | Pérou     | 5   | 5 | 1 | 2 | 2 | 6  | 8  | -2   |  | Pérou                      |  |     |     |     |     | 3-2 |
| 6    | Uruguay   | 4   | 5 | 1 | 1 | 3 | 10 | 11 | -1   |  | Uruguay                    |  |     |     |     |     |     |

### Équipes qualifiées pour la Coupe du monde
Sélections qualifiées pour la Coupe du monde des moins de 17 ans 2019 :
- Brésil - Pays organisateur
- Argentine
- Chili
- Paraguay
- Équateur

### Meilleurs buteurs
6 buts :
- Johan Mina

5 buts :
- Matías Arezo

4 buts
- Alexander Aravena
- Luis Rojas

## Sources et liens externes